# Syzygium amplexicaule
Syzygium amplexicaule là một loài thực vật có hoa trong Họ Đào kim nương. Loài này được (DC.) N.P.Balakr. miêu tả khoa học đầu tiên năm 1980.

## Hình thái
Hoa đơn độc và nách lá hoặc thường hơn ở dạng cymes hoặc panicle, 4 Phi5-merous; Thụ thể đôi khi kéo dài trên buồng trứng và cơ sở thường thu hẹp để tạo thành một giả mạc phía trên các bracteoles thường không rõ ràng và rụng lá.
Cụm hoa thường ở đầu và nách.
Lá mọc đối, mọc so le, thường có gân nội mạc.
Chủ yếu là cây keo, cây bụi hoặc subshrub geoxylic.
Quả một quả mọng hoặc thịt khô có 1 hạt2 (hiếm khi nhiều hơn) ± hạt lớn; tinh hoàn đến lớp vỏ; lá mầm thịt, thường hoàn toàn tự do hoặc hợp nhất một phần (hiếm khi hoàn toàn hợp nhất).
Cánh hoa tự do hoặc ít nhiều hợp nhất thành một đài hoa (ở các loài châu Phi).
Nhị hoa thường rất nhiều và dễ thấy, trong một số loạt được sinh ra trên vành đựng, được sắp xếp tự do hoặc không rõ ràng trong 4 bó tối nghĩa; sợi filiform; bao phấn khử mùi bằng các khe dọc.
Buồng trứng 2 (hiếm khi 3 Tiếng4), cơ địa thường ở gần phần xa của buồng trứng; noãn vài đến rất nhiều ở mỗi vị trí, trong các cụm subcapit đông đúc gắn liền với các phân vùng trung tâm.

## Phân phối
Loài khoảng 200 ở châu Á nhiệt đới và cận nhiệt đới, sau này được trồng hoặc đôi khi nhập tịch ở Panama.

## Phân loại
- Thực vật hạt kín
  - Myrtales Juss. cựu Bercht. & J.Presl
    - Myrtaceae Juss.
      - Syzygium P. Browne ex Gaertn.
        - Syzygium amplexicaule (DC.) NPBalakr.